# Anatote
Anatote (em hebraico: ענתות, cujo significado é "orações respondidas") é uma das cidades dadas aos "filhos de Aarão" (Josué 21:13, Josué 21:18; 1 Crônicas 6:54, 1 Crônicas 6:60), na tribo de Benjamim (Josué 21:18, 1 Crônicas 6:60). Uma vez que os israelitas muitas vezes não mudaram os nomes das cidades que encontraram na terra de Canaã, o nome desta cidade pode ser derivada de uma deusa cananeia, 'Anat. No entanto, também é considerado como o nome de uma pessoa israelita em 1 Crônicas 7:8 e em Neemias 10:19, anatote:(ana)ie, ou seja, a mulher de > tote ou ie:casa/coração/coração da mulher de tote.
Anatote é mencionada como o lugar de nascimento de Abiezer, o anatotita, um dos "trinta" de Davi (2 Samuel 23:27), e de Jeú, outro de seus homens valentes (1 Crônicas 12:3). Ela é talvez melhor conhecida como a cidade natal do profeta Jeremias (Jeremias 1:1; Jeremias 29:27; Jeremias 32:7–9). Em Jeremias 11:21–23, ele entrega uma profecia de tribulação pela espada contra os moradores de Anatote, que estavam conspirando contra ele.
Anatote sofreu bastante com o exército de Senaqueribe e apenas 128 homens voltaram para ela do exílio na Babilônia (Neemias 7:27; Esdras 2:23). Ele estava a cerca de 4,8 quilômetros ao norte de Jerusalém. A aldeia árabe de ʻAnātā foi identificada como o local de Anatote por Edward Robinson. O assentamento israelense moderno de Anatote (também conhecido como Almon) foi nomeado após ele.
Abu Ghosh também tem sido associada a Anatote.